# Irina Zabludina
Irina Aleksándrovna Zabludina –en rus, Ирина Александровна Заблудина– (24 de febrer de 1987) és una esportista russa que va competir en judo, guanyadora de dues medalles de bronze al Campionat Europeu de Judo, en els anys 2011 i 2013.

## Palmarès internacional
| Campionat Europeu | Campionat Europeu   | Campionat Europeu | Campionat Europeu |
| Any               | Lloc                | Medalla           | Categoria         |
| ----------------- | ------------------- | ----------------- | ----------------- |
| 2011              | Istanbul ( Turquia) | 3                 | –57 kg            |
| 2013              | Budapest ( Hongria) | 3                 | –57 kg            |